# Катрін Фро
Катрін Фро (фр. Catherine Frot; нар. 1 травня 1956, Париж, Франція) — французька театральна та акторка кіно. Багаторазова номінантка та лауреат кінопремії Сезар 1997 року за найкращу жіночу роль другого плану у фільмі «Сімейна атмосфера» Седріка Клапіша .

## Життєпис
Катрін Фро народилася 1 травня 1956 року в 13-му окрузі Парижа в сім'ї інженера і вчительки математики. Родина Фро походить з Рошфора, департамент Приморська Шаранта. З 1977 по 2001 рік дядько Катрін, Жан-Луї Фро, займав пост мера Рошфора. У Катрін є сестра Домінік, яка також стала акторкою.
Катрін Фро досить рано захопилася театром, і вже в 14 років вона поступила на курси акторської майстерності при Версальській консерваторії, а в 1974-му — в Національну Консерваторію драматичного мистецтва, де навчалася разом з Жаном-П'єром Дарруссен та Аріаною Аскарід. Студенти Консерваторії через рік заснували театральну трупу «Компанія Червоної Шапочки» (фр. Compagnie du Chapeau Rouge), і вже їх перші вистави були відмічені на фестивалі в Авіньйоні 1975 року. Трупа незабаром розпалася, проте її учасники не залишилися без роботи — відтоді Катрін постійно працює в театрі, регулярно отримуючи різноманітні премії. Одна з найвідоміших театральних ролей Катрін Фро — пані де Турвель у спектаклі «Небезпечні зв'язки» за мотивами роману Шодерло де Лакло.
У кіно Катрін Фро дебютувала маленькою роллю в «Моєму американському дядечку» Алена Рене, після чого практично 20 наступних років грає майже виключно в кінокомедіях. Першою яскравою роботою акторки стала роль Беатріси у фільмі Жана-Шарля Таккелла «Сходи С» (1985). За цю роль вона була номінована на премію «Сезар» у категорії «Найкраща акторка другого плану».
Справжню славу Катрін Фро принесла роль Йоланди (Йойо) в комедії Седріка Клапіша «Сімейна атмосфера» (1997) — екранізації однойменної п'єси Жана-П'єра Бакрі і Аньєс Жауї. За роботу в спектаклі Катрін Фро була нагороджена престижною премією «Мольєр», а роль у кіноверсії принесла їй премію «Сезар» за найкращу жіночу роль другого плану.

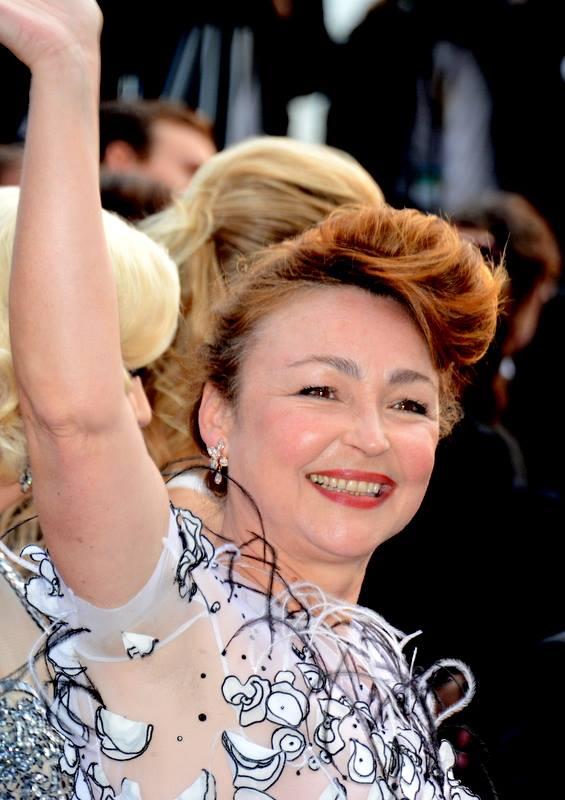
На Каннському МКФ, 2014

Після успіху «Сімейної атмосфери» Катрін Фро часто з'являлася на екрані в образі злегка манірної міської пані. Подібних героїнь вона зіграла у фільмах «Вечеря з недоуком» (1998), «Папарацці» (1999), «Нова Єва» (1999). Першу головну роль П'єретти Дюморьє Катрін Фро зіграла в комедії Паскаля Тома «Дилетантка» (1999).
У 2000-і роки Катрін Фро зіграла кілька серйозних драматичних ролей — таких, як у фільмах «Хаос» (2001), «Асистентка» (2006) і знаменитій трилогії Люка Бельво — «Дивовижна пара» (2001), «Втеча» (2002) та «Після життя» (2003).
У 2006 році Катрін Фро взяла участь в створенні анімаційного фільму «Нові пригоди Попелюшки», озвучивши злу мачуху.
У 2008 році Фро зіграла головну роль в дебютному фільмі Сіфі Неббу — психологічному трилері «Слід з ангела».
Катрін Фро часто знімається у фільмах детективного жанру. У 2005 році вона зіграла роль жінки-детектива Пруденс Бересфорд у фільмі Паскаля Тома «Клацни пальцем тільки раз» — екранізації однойменного роману Агати Крісті. У 2008 році вийшов ще один фільм про розслідування Пруденс Бересфорд під назвою «Злочини — це наш бізнес», а у 2010 році відбулася прем'єра детективної драми «Імоджен МакКартері», заснованої на творах Шарля Ексбрайяро.
У 2015 році Катрін Фро зіграла головну роль у драмі Ксав'є Джаннолі «Маргарита», за яку в лютому 2016 отримала нагороду кінопремії Сезар як Найкраща акторка.

## Фільмографія
| Рік       |    | Українська назва                          | Оригінальна назва                                 | Роль                          |
| --------- | -- | ----------------------------------------- | ------------------------------------------------- | ----------------------------- |
| 1958—1996 | с  | За останні п'ять хвилин                   | Les cinq dernières minutes                        | Жаклін Кавен                  |
| 1977      | тф | Викрадення регента — кавалер Д'Арманталь  | L'enlèvement du régent — Le chevalier d'Harmental | Батильда                      |
| 1980      | тф | Монт-Оріоль                               | Mont-Oriol                                        | Шарлотта Оріоль               |
| 1980      | ф  | Мій американський дядечко                 | Mon oncle d'Amérique                              | Арлетт, дівчина               |
| 1980      | ф  | Психотерапевт                             | Psy                                               | Бабетта                       |
| 1981      | тф | Чорне місто                               | La ville noire                                    | Тонін                         |
| 1981      | ф  | Кльові дівчата                            | Les babas Cool                                    | Веронік                       |
| 1981      | тф | Вишневий сад                              | La cerisaie                                       | Донніаша                      |
| 1982      | ф  | Гі де Мопассан                            | Guy de Maupassant                                 | Муше                          |
| 1983      | ф  | Камінь у роті                             | Une pierre dans la bouche                         | Джеккі                        |
| 1983      | тф | Орфей                                     | Orphée                                            | Еврідіка                      |
| 1984      | тф | Егмонт                                    | Egmont                                            | Клер, Клара                   |
| 1984      | тф | Жак-фаталіст і його адвокат               | Jacques le fataliste et son maître)               | Софі                          |
| 1984      | ф  | Сіль на шкірі                             | Du sel sur la peau                                | Шарлотта                      |
| 1985      | ф  | Сходи С                                   | Escalier C                                        | Беатріс                       |
| 1985      | ф  | Ельза, Ельза                              | Elsa, Elsa                                        | Жульєтта                      |
| 1986      | тф | Незнайомець з Відня                       | L'inconnue de Vienne                              | Жульєтта                      |
| 1987      | ф  | Чернець і чаклунка                        | Le moine et la sorcière                           | Сесіль                        |
| 1987      | кф | Голос пустелі                             | La voix du désert                                 |                               |
| 1988—1994 | с  | Висока напруга                            | Haute tension                                     | Фаб'єн                        |
| 1988      | тф | Обличчя людожера                          | La face de l'ogre                                 | Маріон                        |
| 1989      | ф  | Кімната на стороні                        | Chambre à part                                    | Бабетта                       |
| 1990      | ф  | Том і Лола                                | Tom et Lola                                       | Катрін, мати Тома             |
| 1990      | ф  | Ласкаво просимо на борт!                  | Bienvenue à bord!                                 | блондинка, повія              |
| 1991      | ф  | Суші, Суші                                | Sushi Sushi                                       | банкірша                      |
| 1992      | ф  | Стара каналія                             | Vieille canaille                                  | Мерилін                       |
| 1992      | ф  | Вітер зі сходу                            | Vent d'est                                        | Марта Юбер                    |
| 1992      | ф  | Відразу після грози                       | Juste avant l'orage                               | Ірен                          |
| 1993      | тф | Моя маленька Мімі                         | Ma petite Mimi                                    | Мімі                          |
| 1994      | ф  | Не можу заснути                           | J'ai pas sommeil                                  | жінка з книжковою шафою       |
| 1994      | тф | Літо навиворіт                            | Un été à l'envers                                 | Марі                          |
| 1996      | ф  | Сімейна атмосфера                         | Un air de famille                                 | Йоланда                       |
| 1997      | тф | Будинок                                   | Un homme                                          | Жизель                        |
| 1997      | тф | Коли я був маленьким                      | Quand j'étais p'tit                               | Сюзанна                       |
| 1997      | тф | Останнє літо                              | Le dernier été                                    | Беатріс Бретті                |
| 1998      | ф  | Вечеря з недоуком                         | Le dîner de cons                                  | Марлен Сассер                 |
| 1998      | ф  | Папарацці                                 | Paparazzi                                         | Евелін Бордоні                |
| 1998      | ф  | Це залишиться між нами                    | Ça reste entre nous                               | Елен                          |
| 1999      | ф  | Нова Єва                                  | La nouvelle Ève                                   | Ізабель                       |
| 1999      | ф  | Дилетантка                                | La dilettante                                     | П'єретта Дюмортьє             |
| 1999      | ф  | Нерозлучники                              | Inséparables                                      | Жизель                        |
| 1999      | кф | Європейський рельєф                       | Europe secours                                    | Катрін                        |
| 1999      | тф | Намалюйте мені іграшку                    | Dessine-moi un jouet                              | Антуанетта Бомм               |
| 2001      | ф  | Божевільний день середа                   | Mercredi, folle journée!                          | Софі                          |
| 2001      | ф  | Хаос                                      | Chaos                                             | Елен                          |
| 2002      | ф  | Втеча                                     | Cavale                                            | Жанна Ріве                    |
| 2002      | ф  | Після життя                               | Après la vie                                      | Жанна Кост                    |
| 2002      | ф  | Дивовижна пара                            | Un couple épatant                                 | Жанна                         |
| 2002      | тф | Вічна дитина                              | L'enfant éternel                                  | Кароль                        |
| 2003      | ф  | Шу-шу                                     | Chouchou                                          | доктор Ніколь Міловавович     |
| 2003      | ф  | Одружені сім років                        | 7 ans de mariage                                  | Одрі                          |
| 2004      | ф  | Я до ваших послуг                         | Je suis votre homme                               | Аньєс                         |
| 2004      | ф  | Змія в кулаці                             | Vipère au poing                                   | Паула «Фолькош» Резу          |
| 2004      | ф  | Невдоволені сестри                        | Les soeurs fâchées                                | Луїза Молле                   |
| 2005      | ф  | Таланить як потопельнику                  | Boudu                                             | Ізу                           |
| 2005      | ф  | Клацни пальцем тільки раз...              | Mon petit doigt m'a dit...                        | Пруденс Бересфорд             |
| 2006      | ф  | Асистентка                                | La tourneuse de pages                             | Аріана                        |
| 2006      | ф  | Літній пасажир                            | Le passager de l'été                              | Монік                         |
| 2006      | ф  | Одетта Тулемонд                           | Odette Toulemonde                                 | Одетта Тулемонд               |
| 2007      | тф | Справа Крістіана Рануччі: Боротьба матері | L'affaire Christian Ranucci: Le combat d'une mère | Елоїза Рануччі                |
| 2008      | ф  | Слід ангела                               | L'empreinte de l'ange                             | Ельза Валентін                |
| 2008      | ф  | Злочини — це наш бізнес                   | Le crime est notre affaire                        | Пруденс Бересфорд             |
| 2009      | ф  | Останній романтик планети Земля           | Les derniers jours du monde                       | Омбелін                       |
| 2009      | ф  | Лиходій                                   | Le vilain                                         | Maniette                      |
| 2010      | ф  | Імоджен МакКартері                        | Imogène McCarthery                                | Імоджен                       |
| 2010      | ф  | Секрет                                    | Le mystère                                        | Валері                        |
| 2011      | ф  | Після заходу                              | Coup d'éclat                                      | капітан поліції Фабіана Бур'є |
| 2012      | ф  | Боулінг                                   | Bowling                                           | Катрін                        |
| 2012      | ф  | Подружжя проти злочинності                | Associés contre le crime...                       | Пруденс Бересфорд             |
| 2012      | ф  | Кухар для Президента                      | Les saveurs du Palais                             | Гортензія Лаборі              |
| 2015      | ф  | Маргарита                                 | Marguerite                                        | Маргарита Дюмон               |
| 2017      | ф  | Поцілунок Беатріс                         | Sage Femme                                        | Клер Бретон                   |

## Визнання

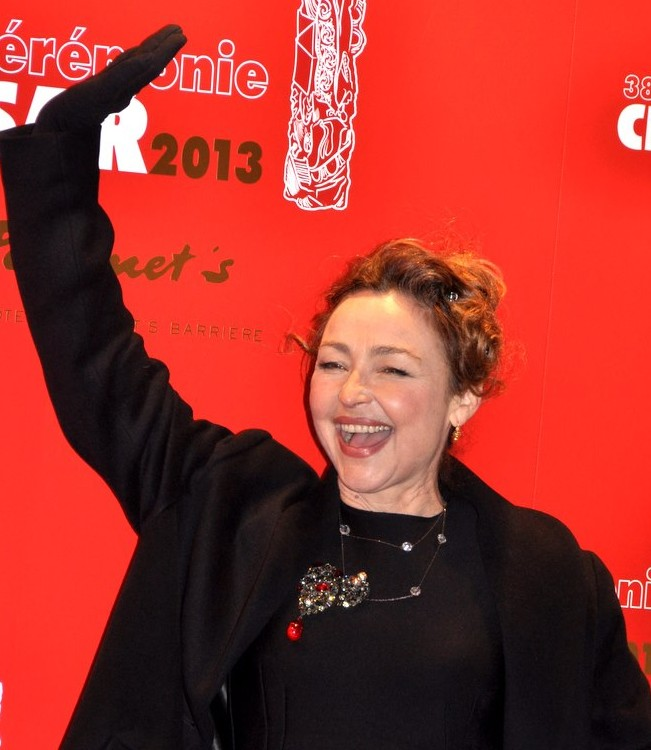
Катрін Фро на 38-й церемонії Сезар у 2013 році

| Рік                                   | Категорія                                | Фільм                    | Результат |
| ------------------------------------- | ---------------------------------------- | ------------------------ | --------- |
| Премія «Сезар»                        |                                          |                          |           |
| 1986                                  | Найкраща акторка другого плану           | Сходи С                  | Номінація |
| 1997                                  | Найкраща акторка другого плану           | Сімейна атмосфера        | Перемога  |
| 1999                                  | Найкраща акторка другого плану           | Вечеря з недоуком        | Номінація |
| 2000                                  | Найкраща акторка                         | Дилетантка               | Номінація |
| 2002                                  | Найкраща акторка                         | Хаос                     | Номінація |
| 2007                                  | Найкраща акторка                         | Асистентка               | Номінація |
| 2008                                  | Найкраща акторка                         | Одетта Тулемонд          | Номінація |
| 2009                                  | Найкраща акторка                         | Злочини — це наш бізнес  | Номінація |
| 2013                                  | Найкраща акторка                         | Кухар для Президента     | Номінація |
| 2016                                  | Найкраща акторка                         | Маргарита                | Перемога  |
| Московський міжнародний кінофестиваль |                                          |                          |           |
| 1999                                  | Срібний Святий Георгій найкращій акторці | Дилетантка               | Перемога  |
| Кришталевий глобус                    |                                          |                          |           |
| 2006                                  | Найкраща акторка                         | Таланить як потопельнику | Номінація |
| 2009                                  | Найкраща акторка                         | Слід ангела              | Номінація |
| Премія «Люм'єр»                       |                                          |                          |           |
| 2009                                  | Найкраща акторка                         | Слід ангела              | Номінація |
| 2013                                  | Найкраща акторка                         | Кухар для Президента     | Номінація |
| 2016                                  | Найкраща акторка                         | Маргарита                | Перемога  |